# Друга далматинска пролетерска ударна бригада
Друга далматинска пролетерска народноослободилачка ударна бригада је формирана 3. октобра 1942. у селу Уништа, код Босанског Грахова. Одлуку о њеном формирању донео је Штаб Четврте оперативне зоне Хрватске, у договору са Врховним штабом НОП и ДВЈ, септембра 1942. године. У сатав бригаде ушла су четири далматинска партизанска батаљона - Батаљон „Бранко Владушић“, Динарски батаљон „Јерко Иванчић“, Вагањски батаљон „Никола Вранчић“ и Приморски батаљон „Бранко Владушић“. На дан формирања бригада је имала 836 бораца, а у јануару 1945. године 2.363 борца.
Одлуком Врховног штаба одређен је командни састав бригаде - за команданта је постављен Љубо Вучковић, народни херој, за политичког комесара Анте Јурлин Марко, за заменика команданта Јово Мартић, за заменика политичког комесара Јово Капичић, народни херој, за оперативног официра Љубо Трута, за шефа санитета др Томислав Кроња и за интенданта бригаде Никола Ћаће.
Од оснивања до 1. новембра 1942. године бригада је била потчињена Штабу Четврте оперативне зоне Хрватске. У саставу Друге пролетерске дивизије, налазила се од 1. новембра 1942. до 23. фебруара 1944. године, а потом у саставу Приморске оперативне групе Другог ударног корпуса, до 5. јануара 1945. године и Девете дивизије Осмог далматинског корпуса, до краја рата.
У бригади се борило 5.548 бораца, од којих је 209 било страних држављана (188 Италијана). Од тога је погинуло 1.829 бораца. Њених 23 бораца је проглашено за народне хероје Југославије.
Указом Врховног команданта НОВ и ПОЈ маршала Јосипа Броза Тита 12. јула 1944. године је проглашена је „пролетерском“.
После рата променила је назив у 7. пролетерску бригаду ЈНА.
За заслуге у току Народноослободилачке борбе, одликована је Орденом народног ослобођења 29. јула 1944, Орденом народног хероја 3. јула 1958, Орденом братства и јединства са златним венцем 22. децембра 1961. и Орденом заслуга за народ са златном звездом 27. априла 1978. године.

## Ратни пут Друге далматинске бригаде
Друга далматинска бригада учествовала је у нападима Друге пролетерске дивизије на Босанско Грахово октобра 1942, Ливно и Томиславград децембра 1942. и Имотски фебруара 1943.
У офанзивним дејствима Главне оперативне групе, под командом Врховног штаба, у Четвртој непријатељској офанзиви Бригада је учествовала у ослобођењу Посушја и Имотског, 9. и 10. фебруара, а посебно тешке борбе је водила с четничким снагама и деловима 781. немачке дивизије у долини Неретве, крајем фебруара и почетком марта 1943. године, а затим у бици на Неретви. Упамћено је њено успешно форсирање Неретве 6./7. марта 1943, приликом разбијања четника на левој обали, што је омогућило прелаз преко реке Главној оперативној групи ВШ и Централној болници ВШ, у којој се налазило око 4.000 рањеника. Бригада је у другој половини марта учествовала у разбијању четничких снага код Главатичева и Калиновика, а у веома тешким условима форсирала је Дрину, уништила четничке бункере и разбила њихове и италијанске снаге и образовала мостобран за прелаз преко реке осталим јединицама 2. пролетерске дивизије. Похваљена је указом Врховног штаба НОВЈ за форсирање Дрине 9. априла. У другој половини маја, бригада је водила веома тешке борбе с јединицама 1. немачке брдске дивизије на Сињајевини, код Мојковца, на левој обали Таре.
У бици на Сутјесци одиграла је кључну улогу у критичном тренутку својом фанатичном одбраном положаја на Барама у непрекидним борбама с немачким снагама, где је изгубила око 300 бораца и старешина. Од свих 16 бригада НОВЈ које су учествовале у бици на Сутјесци Друга далматинска бригада имала је највеће губитке - током једномесечне операције погинула су 833 борца ове бригаде.
У саставу Главне оперативне групе, учествовала је у офанзивним дејствима кроз источну Босну и водила успешне борбе на Романији. Приликом ослобођења Кладња, код Тузле, Бановића и на Озрену, а средином септембра 1943. истакла се у ослобођењу Трнова и Доброг Поља. У току октобра поново је дејствовала на терену Црне Горе, где је већ 4. октобра садејствовала 4. црногорској бригади у разбијању италијанско-четничких снага које су напале Колашин, а од 18. до 20. октобра одбила је покушај делова 297. немачке дивизије да се од Пећи пробије ка Беранама и Андријевици. После успешних борби на терену Пљеваља, бригада се. 21. децембра, заједно с 2. пролетерском и 1. шумадијском бригадом, пребацила у Србију, где је до 23. јануара 1944. водила сталне борбе против бугарских и четничких снага на Златибору, око Нове Вароши, Ивањице и Ариља. После тих борби, бригада се преко Санџака вратила у Колашин, где је 23. фебруара ушла у састав Приморске оперативне групе.
Заједно с деловима Зетског и Ловћенског НОП одреда, разбила је, 3/4. марта 1944. четнике на терену Убли, Чево, Бата. У њен састав су средином марта, ушли 3. и делови другог батаљона 1. далматинске бригаде, који су се после пробоја на Сутјесци борили у саставу 10. херцеговачке бригаде. Почетком априла, заједно са 6. црногорском бригадом разбила је немачке и четничке снаге код Стубице, на путу Даниловград—Никшић, а од почетка маја водила је борбе против 369. немачке дивизије и четника на терену Граб, Мрцине, Врбање и око Билеће. Од 7. до 10. августа водила је тешке борбе с немачком 181. дивизијом, и с око 1.400 четника на терену Вилуса. Ослободила је са јединицама 29. херцеговачке дивизије Дубровник 18. октобра 1944. У Мостарској операцији ослобађа Широки Бријег и Мостар. Затим у операцијама 4. армије учествује у ослобођењу Карлобага, Раба, Цреса, Лошиња и Истре. Борбени пут завршава учешћем у ослобођењу Трста и Ријеке. Свој пут Бригада је завршила борбом код села Спајана, 6. маја 1945. године.

## Командни састав бригаде
- Команданти бригаде:
  - Љубо Вучковић — од формирања бригаде до 10. јуна 1943.
  - Саво Дрљевић — од 10. јуна до 18. августа 1943.
  - Саво Бурић — од септембра до децембра 1943.
  - Обрад Егић — од децембра 1943. до 31. децембра 1944.
  - Бруно Вулетић — од 31. децембра 1944. до априла 1945.
  - Иван Гаће — од априла 1945. до краја рата
- Политички комесари бригаде:
  - Анте Јурлин — од формирања бригаде до 11. маја 1943. године
  - Мате Ујевић — од 11. маја 1943. до 26. јуна 1944. године
  - Анте Роје — вршилац дужности током лета 1943.
  - Златан Сажунић — од 26. јуна 1944. до фебруара 1945.
  - Анте Јеркин — од фебруара до марта 1945.
  - Бранко Милинковић — од марта 1945. до краја рата
- Начелници Штаба бригаде:
  - Љубо Трута — од формирања бригаде до краја 1942.
  - Стево Перић — од фебруара до маја 1943.
  - Периша Грујић — од маја до јуна 1943.
  - Радислав Југовић Бако — од јуна до августа 1943.
  - Мирко Шћепановић — од августа до децембра 1943.
  - Ђуро Четник Јовановић — од априла 1944. до децембра 1944.
  - Бранко Мирковић — од децембра 1944. до краја рата
- Заменици команданта бригаде:
  - Јово Мартић — од формирања бригаде до децембра 1942.
  - Ратко Софијанић — од фебруара до 18. августа 1943.
  - Обрад Егић — од 18. августа до децембра 1943.
  - Бруно Вулетић — од фебруара до 31. децембра 1944.
  - Андрија Мијанић — од фебруара 1945. до краја рата
- Заменици политичког комесара бригаде:
  - Јово Капичић — од формирања бригаде до септембра 1943.
  - Тихомир Јањић — од септембра 1943. до фебруара 1944.
  - Никола Михаљевић — од фебруара до децембра 1944.
  - Никола Синбад — од фебруара до априла 1945.
  - Стево Бједов — од априла 1945. до краја рата
- Референти санитета бригаде:
  - Томислав Кроња — од формирања бригаде до децембра 1943.
  - Мила Ћетковић-Капичић — од децембра 1943. до априла 1943.
  - Чедомир Иличковић — од априла до новембра 1943.
  - Ратко Виличић — од новембра 1943. до фебруара 1944.
  - Војислав Франовић — од фебруара до априла 1944.
  - Кармела Милошевић — од априла до новембра 1944.
  - Иванка Вртлар-Медић — од новембра 1944. до фебруара 1945.
  - Марија Билић — од фебруара 1945. до краја рата

## Народни хероји бригаде
Неки од бораца Друге далматинске бригаде проглашени за народне хероје Југославије:
- Нико Анђус, политички комесар Другог батаљона
- Саво Бурић, командант бригаде
- Миро Вишић, заменик политичког комесара Првог батаљона
- Љубо Вучковић, први командант бригаде
- Саво Дрљевић, командант бригаде
- Бранко Дуде, командант Другог батаљона
- Јошо Дурбаба, командант батаљона
- Милинко Ђуровић, члан Политодела бригаде
- Обрад Егић, командант бригаде
- Бошко Жунић, командир чете у Другом батаљону
- Радисав Југовић, начелник Штаба бригаде
- Јово Капичић, заменик политичког комесара бригаде
- Војо Ковачевић, руководилац Политодела бригаде
- Драго Марковић, политички комесар чете
- Слободан Мацура Бондо, политички комесар Првог батаљона
- Стево Г. Опачић, командир Треће чете Првог батаљона
- Стево Ј. Опачић, заменик командира Друге чете Трећег батаљона
- Срећко Реић, командант батаљона
- Анте Роје, политички комесар бригаде
- Ратко Софијанић, заменик команданта бригаде
- Љубо Трута, оперативни официр бригаде
- Мате Ујевић, политички комесар бригаде
- Милован Челебић, заменик политичког комесара батаљона